# Gema Pascual
Gema Pascual Torrecilla (Madrid, 12 januari 1979) is een Spaans wielrenster, zowel op de weg als op de baan.
In 1996 werd Pascual bij de junioren nationaal kampioen tijdrijden op de weg. 
In 2000 behaalde ze de derde plek in de Emakumeen Saria, een Baskische eendaagse wielerwedstrijd.
Op de Olympische Zomerspelen in 2004 in Athene nam zij voor Spanje deel aan de puntenrace op het onderdeel baanwielrennen. Ze behaalde daarbij de zevende plaats.
Tussen 1999 en 2009 werd zij driemaal tweede en eenmaal derde op het onderdeel tijdrijden van de Spaanse nationale kampioenschappen op de weg.